# Jaba'An
Jaba'An is een bestuurslaag in het regentschap Sumenep van de provincie Oost-Java, Indonesië. Jaba'An telt 1923 inwoners (volkstelling 2010).